# Eniwa (szczyt)
Eniwa (jap. 恵庭岳 Eniwa-dake) – stratowulkan w północnej Japonii, na południowo-zachodnim krańcu wyspy Hokkaidō. Jest najwyższym z wulkanów otaczających jezioro Shikotsu. Zarówno Eniwa, jak i pobliskie wulkany oraz jezioro są częścią Parku Narodowego Shikotsu-Tōya.
Ostatnia potwierdzona erupcja wulkanu miała miejsce około 1707 roku.
W 1972 roku na południowo-zachodnich stokach wulkanu rozgrywano konkurencje szybkościowe w ramach XI Zimowych Igrzysk Olimpijskich, odbywających się w pobliskim Sapporo.